# Feria Internacional del Juguete de Núremberg

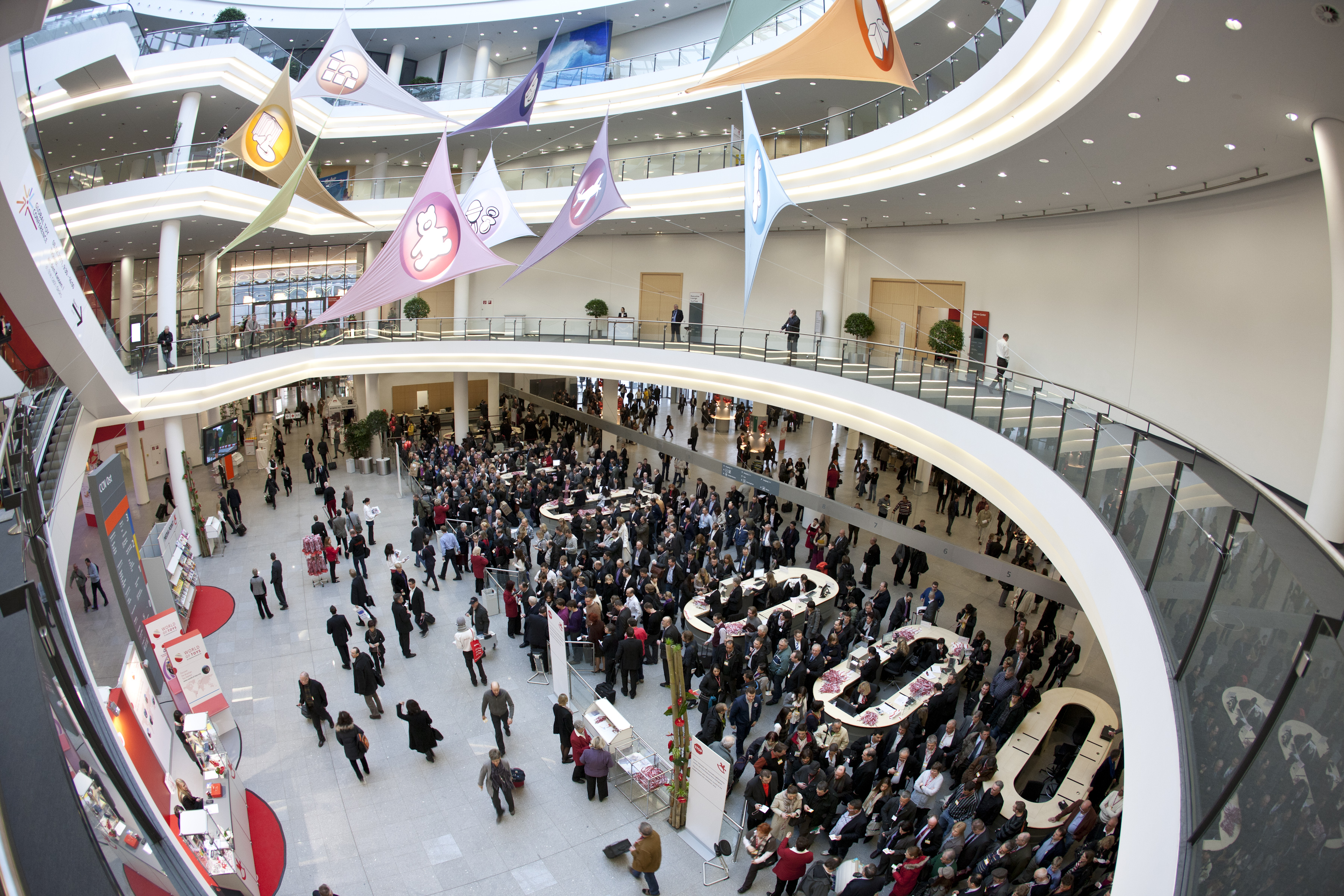
Fairground

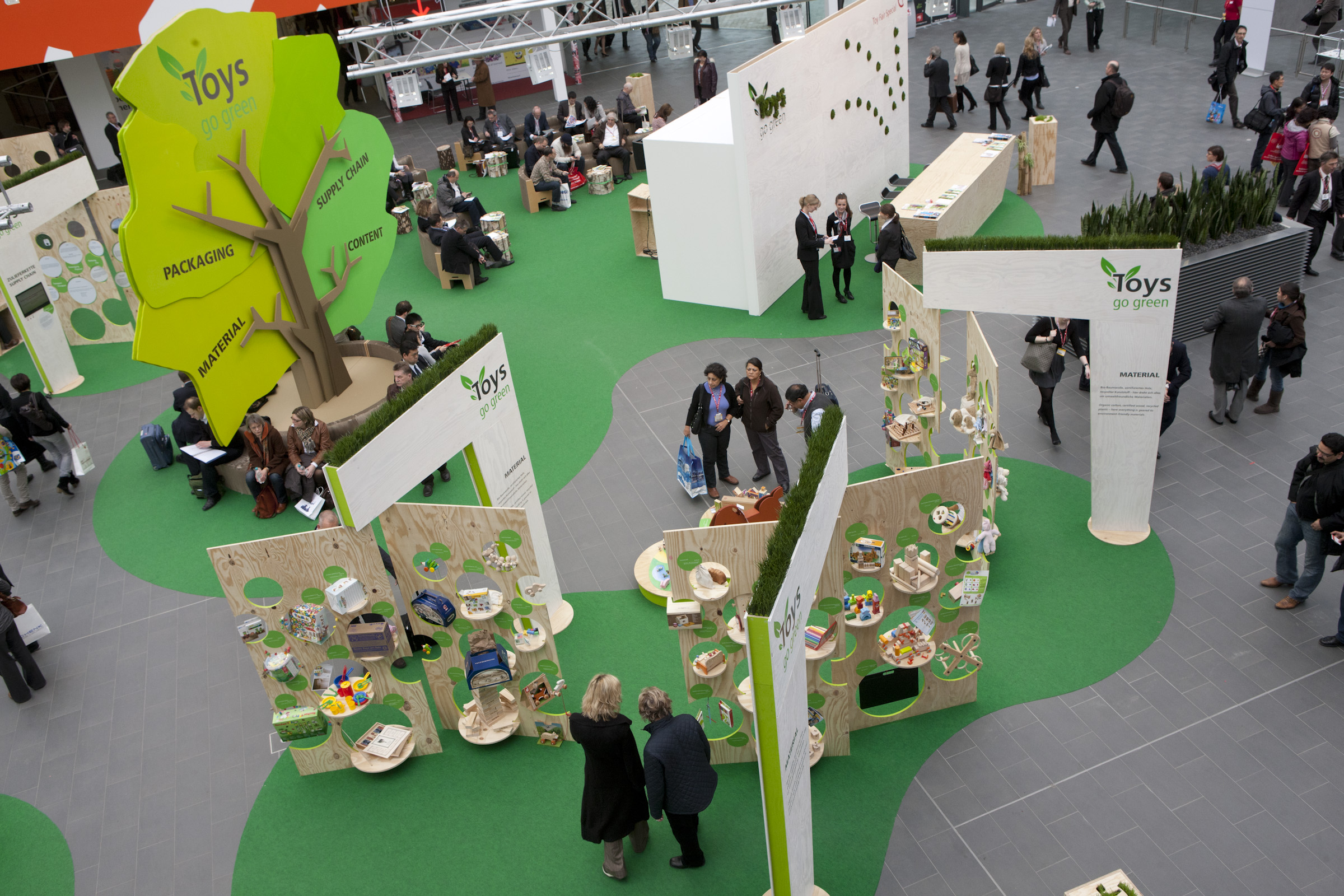
Toys go Green!

La Feria Internacional del Juguete de Núremberg (Nürnberg Toy Fair) es la feria de juguetes más grande del mundo.
Está abierta exclusivamente a los visitantes profesionales de la industria del juguete, los representantes de los medios de comunicación e invitados especiales. En esta feria que se celebra anualmente durante seis días a principios de febrero, 2700 expositores de aprox. 60 países, presentan sus innovaciones.
En 2011, asistieron a la feria 79 000 responsables del comercio especializado y compradores, 54 por ciento de ellos procedentes del extranjero.
Los organizadores de la Feria del Juguete es "Spielwarenmesse eG", una empresa alemana de marketing y comercialización de servicios para la industria del juguete con sede en Núremberg.

## Grupos de productos
En la Feria del Juguete se presentan cada año aproximadamente un millón de productos, de entre ellos, unas setenta mil novedades.
La exposición se divide en un total de doce grupos de productos.
Estos son (véase la Feria del Juguete 2011):
• Construcción de modelos, hobbys
• Trenes en miniatura y accesorios
• Juguetes técnicos, juguetes educativos y juguetes de acción
• Muñecas, peluches
• Juegos, libros, juegos didácticos y de experimentación, multimedia
• Artículos de fiesta y de moda, carnaval
• Juguetes de madera y artesanía, artículos de regalo
• Creatividad artística
• Deportes y tiempo libre, actividades al aire libre
• Artículos escolares, papelería
• Artículos de bebé y niños pequeños
• Artículos multiproducto

## ToyInnovation / ToyAward
Anualmente se conceden premios en la feria Feria Internacional del Juguete a las novedades más destacadas, con el distintivo "ToyAward".
Los productos ganadores destacan por su grado de innovación, concepto del producto e idea de su creatividad y habilidad con respecto a otros juguetes.
Un jurado de representantes de la industria determina a los ganadores y los divide en cinco categorías distintas (véase la Feria del Juguete 2011):
• Bebé y niños pequeños
• Edad preescolar
• Edad escolar
• Adolescentes y familia
• Premio especial (que anualmente se concede a un te en la sostenibilidad, la seguridad en los juguetes, marketing en línea y ventas en la

## Spielwarenmesse eG
El organizador de la Feria Internacional del Juguete es la Spielwarenmesse eG. Se fundó el 11 de julio de 1950 con el nombre de "Deutsche Spielwaren-Fachmesse eGmbH" con un total de 46 empresas. En 1958 se le cambió el nombre por “Spielwarenmesse eGmbH”, en 1973, finalmente, en "Spielwarenmesse eingetragene Genossenschaft” (cooperativa registrada).
Los órganos regidores encargados son la Junta, el Consejo de Administración y la Asamblea General.
En 2010 la Feria Internacional del juguete fundó una filial subsidiaria con un 100 por cien de propiedad total, la Spielwarenmesse (Shanghái) Co., Ltd.
El equipo de Shanghái se ocupa de los expositores de China para la Feria del Juguete de Nürnberg .
Oficinas en todo el mundo representan la Feria Internacional del juguete localmente para expositores y visitantes profesionales.